# الجلب (تعز)

تعديل مصدري - تعديل

الجلب هي إحدى قرى مديرية ماوية بمحافظة تعز اليمنية، بلغ تعداد سكانها 784 نسمة حسب الإحصاء الذي جرى عام 2004.